# Чихи, Мохамед
Мохамед Чихи (араб. محمد شيخي‎, род. 26 января 1994, Эль-Аюн) — марокканский футболист, левый защитник марокканской «Юсуфии».

## Биография
Мохамед Чихи родился 26 января 1994 года в городе Эль-Аюн, контроль над которым оспаривают Марокко и САДР.
Играет в футбол на позиции левого защитника. Первоначально занимался в марокканской футбольной академии Мухаммеда VI, в 2012—2013 годах — в тренировочном центре АСФАР.
В 2013 году провёл 5 матчей за сборную Марокко среди игроков до 20 лет.
В сезоне-2012/13 дебютировал в чемпионате Марокко в составе ФАР из Рабата, проведя 1 матч.
В 2013—2014 годах на правах аренды был игроком французского «Ньора», выступавшего в Лиге 2, однако не провёл ни одного матча за главную команду, играя только в составе резервистов в шестой лиге.
Вернувшись в Марокко, в 2014—2019 годах снова играл за ФАР, однако не закрепился в основном составе: только в сезоне-2015/16 ему удалось провести 26 матчей. Всего за шесть сезонов Чихи сыграл в чемпионате Марокко за ФАР 64 поединка, забил 1 гол.
В 2019 году перешёл в марокканскую «Юссуфию» из Беррешида, также выступающую в высшем эшелоне. За 2 сезона провёл не менее 21 матча, забил 1 мяч.